# Erepenning van de Provincie Noord-Holland
De Erepenning van de provincie Noord-Holland is een erepenning, een onderscheiding, die door het college van Gedeputeerde Staten van Noord-Holland wordt toegekend. Aan de -niet draagbare- erepenning is ook een oorkonde verbonden.

## Gedecoreerden

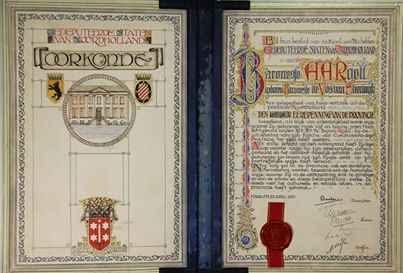
oorkonde bij de gouden erepenning van de provincie Noord-Holland voor Anna Adriana barones Röell née barones de Vos van Steenwijk (1875-1945).

- 23 april 1941, Anna Adriana barones Röell née barones de Vos van Steenwijk (1875-1945). De echtgenote van de overleden commissaris van de Koningin werd op de oorkonde als echtgenote van "wijlen mr. dr. A. baron Röell" aangeduid die "Commissaris" van "deze Provincie" was geweest. Vanwege de Duitse bezetting kon de formulering "Commissaris van de Koningin" niet worden gebruikt. De fraai gekalligrafeerde oorkonde vertoonde afbeeldingen van de wapenschilden van beide echtgenoten, een groter getekend wapen van Haarlem en bevatte de opdracht "“Ter gelegenheid van haar vertrek uit de provincie Noordholland (…) als blijk van erkentelijkheid voor de wijze waarop Zij gedurende ruim vijf en twintig jaren Haar echtgenoot wijlen Mr. Dr. A. baron Röell bij de uitoefening van zijn functie als Commissaris deze Provincie ter zijde heeft gestaan. Als stille kracht op den achtergrond heeft zij dezen op velerlei wijze bij zijn omvangrijken arbeid gesteund en het daardoor mogelijk gemaakt dat hij gedurende zo langen tijd zijn hooge ambt op zoo voortreffelijke wijze heeft vervuld. Nog lang zal in de provincie ook een dankbare herinnering worden bewaard aan de hartelijke wijze waarop Zij in de ambtswoning wist te ontvangen en dan de groote en diepe belangstelling belangstelling welke Zij steeds voor het cultureele en sociale leven in de provincie heeft getoond".[1]

- Commissaris van de Koningin Roel de Wit ontving bij zijn afscheid op 17 maart 1992 de Zilveren Penning van de provincie Noord-Holland.[2].

- Op 1 december 2009 werd de gouden erepenning aan aftredend commissaris van de Koningin Harry Borghouts toegekend vanwege zijn verdiensten voor de provincie. De laatste toekenning was in 1954 geweest.[3]